# 10063 Erinleeryan
A 10063 Erinleeryan (ideiglenes jelöléssel (10063) 1988 SZ2) egy kisbolygó a Naprendszerben. Schelte J. Bus fedezte fel 1988. szeptember 16-án.

## Kapcsolódó szócikk
- Kisbolygók listája (10001–10500)